# Alain Lascoux
Alain Lascoux (17 d'octubre de 1944 - París, 20 d'octubre de 2013) va ser un matemàtic francès. La seva investigació va ser principalment en combinatòria algebraica, particularment en àlgebres de Hecke i taules de Young.

## Biografia
Alumne de l'École polytechnique (promoció X64), es va doctorar el 1977 a la Universitat París-Diderot. Es va graduar a l'École Polytechnique el 1966 i es va incorporar directament al CNRS (Centre Nacional de Recerca Científica), on va acabar la seva carrera com a director d'investigació del CNRS a la Universitat Paris-Est-Marne-la-Vallée (UPEM) i professor a la Universitat de Nankai.
Va treballar per primera vegada en geometria algebraica, sota la tutela d'Alexandre Grothendieck i Jean-Louis Verdier, abans de conèixer a Marcel-Paul Schützenberger amb qui va formar un binomi durant molts anys. El seu treball sobre les taules de Young i les funcions simètriques els va dur a crear el que es va convertir en una escola francesa de renom internacional en el camp de la combinatòria algebraica. Llur teoria del monoide plàctic és notablement exposada en un capítol escrit per Alain Lascoux, Bernard Leclerc i Jean-Yves Thibon, del volum col·lectiu Combinatòria algebraica sobre les paraules, i constitueix una presentació introductòria.
Les investigacions d'Alain Lascoux es van centrar en els vincles entre l'àlgebra, la geometria i la combinatòria, especialment en les àlgebres de Hecke i les taules de Young. Va tenir una col·laboració a llarg termini amb Marcel-Paul Schützenberger sobre les propietats del grup simètric, que van tenir un impacte molt important en la combinatòria algebraica. Un dels seus objectius era entendre de forma combinatòria preguntes algebraiques i geomètriques. Per això, introdueixen objectes nous que connecten els dos dominis, com els polinomis de Schubert i els polinomis de Grothendieck.
Lascoux va ser convidat al Congrés Internacional de Matemàtics de 1998 a Berlín (Alemanya).
Alain Lascoux és un dels fundadors del laboratori de ciències de la computació Gaspard Monge a la Universitat París-Est Marne-la-Vallée (UPEM). A la creació d'aquesta universitat, va dur a terme l'activitat del grup que havia reunit a la Universitat de París 7 amb el nom de «falansteri de combinatòria algebraica». Aquest grup continua desenvolupant la combinatòria algebraica així com el seu costat més aplicat de les biblioteques de càlcul en diverses estructures algebraiques (Algebraic Combinatorics Environment).
Socialment compromès, va treballar per a l'entrada de dones a la investigació i donava la benvinguda als matemàtics dissidents o víctimes de la persecució. Va ser un dels fundadors del Collectif amiante de Jussieu (Col·lectiu Amiant de Jussieu) i del Collectif maladies professionnelles (Col·lectiu de malalties professionals).